# Exyston politus
Exyston politus là một loài tò vò trong họ Ichneumonidae.